# Dithecodes ornithospila
Dithecodes ornithospila är en fjärilsart som beskrevs av Louis Beethoven Prout 1911. Dithecodes ornithospila ingår i släktet Dithecodes och familjen mätare. Inga underarter finns listade i Catalogue of Life.